# Diaokhi
XIIe siècle av. J.-C. – Années 760 av. J.-C.
Entités précédentes :
- Royaumes néo-hittites

Entités suivantes :
- Colchide

La Diaokhi, aussi connu sous les noms de Daïaène ou Taokhi, est un État antique situé entre l'Anatolie et la Transcaucasie. Un État proto-géorgien, la Diaokhi est une coalition de tribus transcaucasiennes habitant entre la mer Noire et l'Euphrate. Située aux frontières tumultueuses de grands empires, tels que l'Assyrie et l'Urartu, son histoire est centrée sur les invasions venant du sud, avant de succomber aux mains de la Colchide vers 760 av. J.-C. La Diaokhi est largement considérée comme étant la première entité politique centralisée de l'histoire de la Géorgie.

## Étymologie
L'entité territoriale formant la Diaokhi est connue dans les sources assyriennes, arméniennes et grecques sous des noms différents. L'appellation la plus commune utilisée par l'historiographie moderne est Diaokhi, selon les anciennes inscriptions venant du royaume d'Urartu, celles-ci décrivant l'histoire du royaume le plus souvent.
Les inscriptions datant des règnes de Tiglath-Phalazar Ier (1115-1077 av. J.-C.) et Salmanazar III d'Assyrie (859-824 av. J.-C.), toutefois, mentionnent le royaume de Daïaène. Cette version est préférée par l'historienne géorgienne Mariam Tchkhartichvili, qui offre une théorie selon laquelle le nom de l'État proto-géorgien vient de Daïao, une divinité du panthéon anatolien durant les empires hittites et assyriens. Cette hypothèse démontre l'influence des Hittites sur la société géorgienne antique, aussi possiblement représentée par la domination du panthéon ibérien par le dieu Armaz, aussi présent dans le polythéisme hittite.
Certains étymologistes associent la racine de Diaokhi/Daïaène avec le mot mingrélien ditcha (დიჩა), signifiant le terme pédologique « sol » et montrant une proche relation entre l'État proto-géorgien et l'agriculture. Si cette association est correcte, elle démontrerait une assimilation de la culture diaokhienne par la Colchide, qui conquiert le royaume au VIIIe siècle av. J.-C. d'où descend la culture mingrélienne actuelle. Tchkhartichvili en déduit que l'étymologie de la Diaokhi est preuve de l'appartenance du royaume aux États proto-géorgiens.
L'historien grec Xénophon, qui écrit au IVe siècle av. J.-C., mentionne de son côté l'État des « Taokhs ». Celui-ci est largement associé à la Diaokhi, notamment par l'historien Nodar Assatiani, qui en déduit la racine de Tao, la région au cœur de la Géorgie durant la période médiévale.

## Géographie

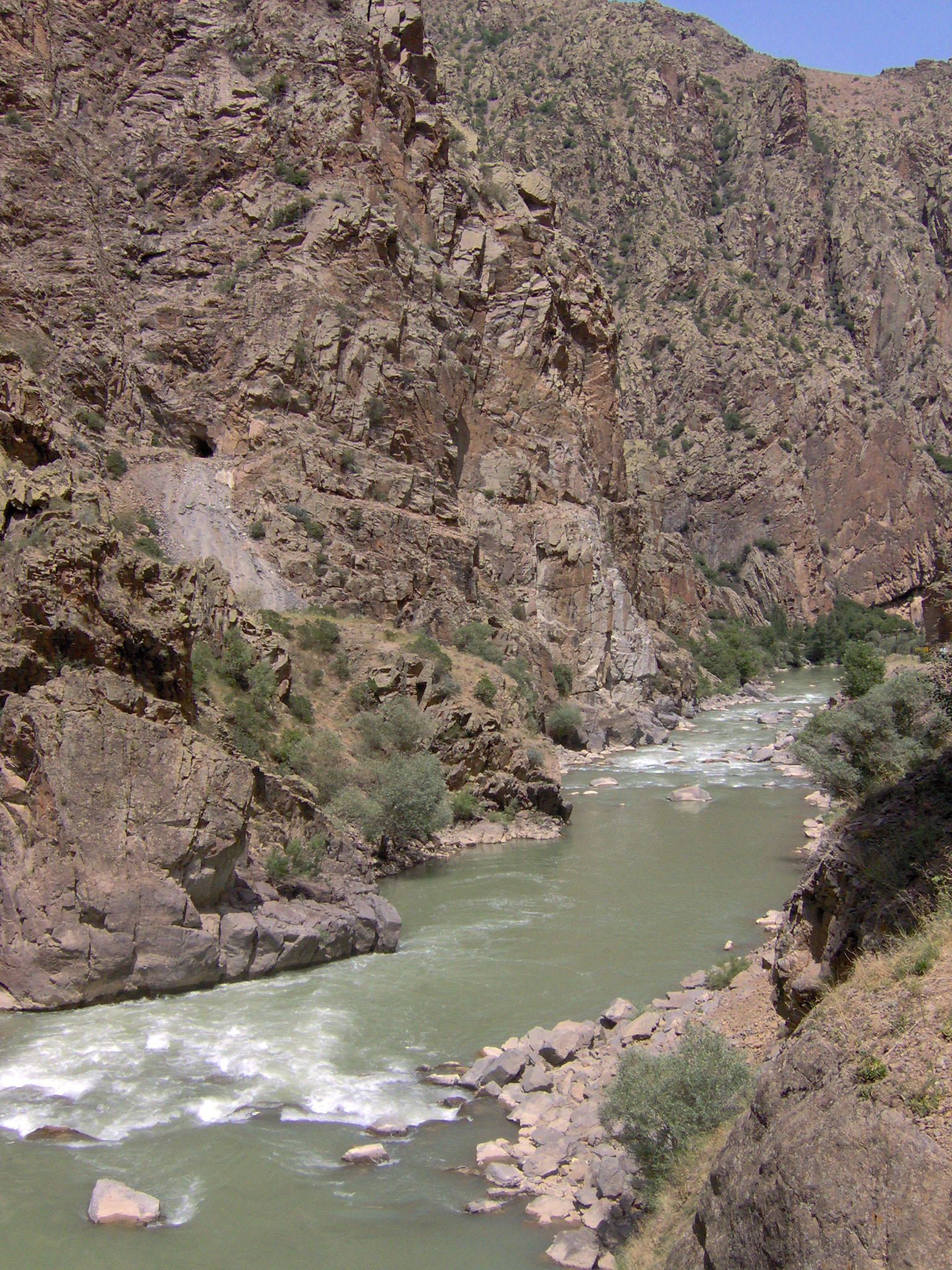
La Diaokhi est centrée sur le bassin du Tchorokhi.

La Diaokhi occupe principalement le bassin du Tchorokhi, l'une des plus importantes rivières de la Turquie actuelle. Toutefois, l'État, dont les frontières fluctuent au cours de son histoire de plus de trois siècles, inclut de larges territoires au nord-est de l'Anatolie, peuplés par des tribus proto-géorgiennes laissées sans dirigeant depuis la chute de l'Empire hittite. Les inscriptions assyriennes disent que le royaume s'étend jusqu'à la mer Noire au nord.
L'historien Nodar Assatiani décrit les frontières du royaume comme étant la mer Noire au nord-ouest, les marches forestières de Djavakhétie au nord et la province moderne d'Erzurum au sud. D'autres centrent le royaume aux alentours des plaines de Pasinler, aux alentours d'Erzurum, ou encore sur le bassin du Koura, au Sud-Ouest de la Géorgie moderne. Les sources de l'Euphrate sont aussi considérées comme la frontière septentrionale du royaume, faisant de la Diaokhi l'État avec la plus grande extension vers le sud de l'histoire de la Géorgie.
Au cours de son histoire, la Diaokhi s'étend progressivement vers le nord, un fait attesté par le vasselage de certaines tribus mingréliennes. Au VIIIe siècle av. J.-C., la chute du royaume vient des mains du voisin frontalier du Nord, la Colchide.
Le paysage de la Diaokhi est principalement composé des montagnes de la Transcaucasie. Ce relief offre une défense naturelle aux habitants de la région, ce qui peut expliquer la longévité du royaume malgré les nombreuses invasions d'Assyrie et d'Urartu.

## Histoire

### Invasions assyriennes
L'apparition de la Diaokhi en tant qu'État uni, centrée autour d'une capitale et d'un monarque absolu date de la fin du XIIe siècle av. J.-C. Toutefois, il est probable qu'une certaine confédération de tribus proto-géorgiennes d'Anatolie existe dès le XIIIe siècle av. J.-C. Nodar Assatiani théorise que cet État est déjà connu sous le nom de Diaokhi, tandis que Ronald Suny assume que ce « proto-Diaokhi » est déjà capable de se défendre contre les Assyriens.

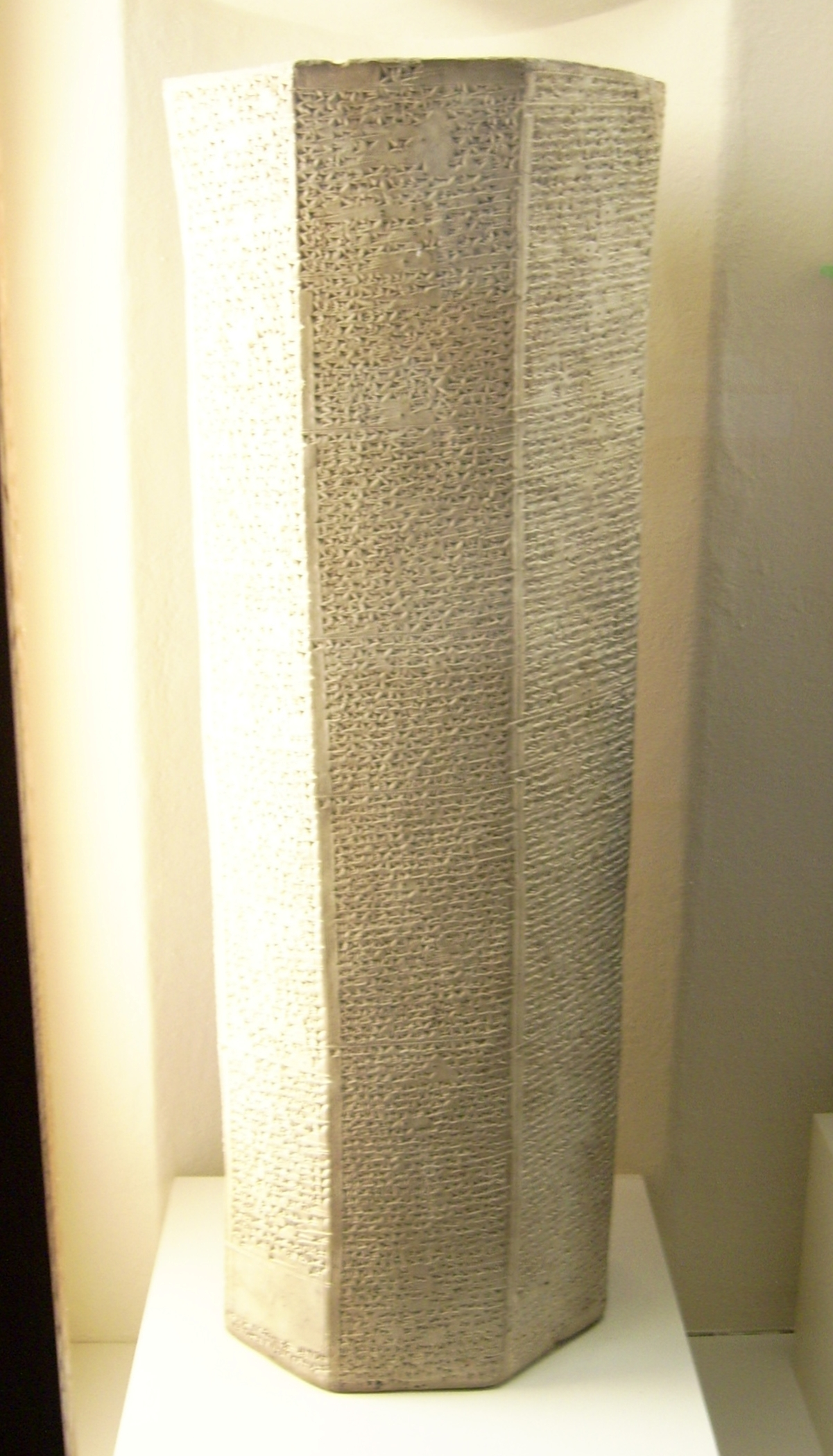
Les inscriptions du règne de Teglath-Phalasar Ier mentionnent la défaite du roi Ciène de Diaokhi.

La chute de l'Empire hittite en 1180 av. J.-C. mène à une absence de pouvoir considérable à travers la péninsule anatolienne. La formation des royaumes néo-hittites au Sud de l'Anatolie coïncide avec la formation de l'État des Mushkis, une tribu proto-géorgienne qui est rapidement détruite par l'Assyrie, en Asie centrale, et la croissance résultante de la Diaokhi.
La première mention de la Diaokhi date de 1112 av. J.-C., lorsque le roi Teglath-Phalasar Ier d'Assyrie continue sa campagne militaire dans le Nord-Est de l'Anatolie et attaque le royaume après avoir défait les Mouchkis. Afin de se défendre, le roi Ciène unifie les forces des 60 tribus qui lui sont soumises et forme une large armeé. Celle-ci est vaincue par l'Assyrie et le roi Teglath-Phalasar Ier poursuit les forces de Ciène jusqu'à la mer Noire, avant de le capturer et de l'amener à Assur, la capitale assyrienne, où il accepte de devenir le vassal de l'Assyrie. 1 200 chevaux et 2 000 bétails deviennent la somme annuelle que la Diaokhi doit payer afin d'éviter d'autres invasions. La Diaokhi est contrainte de joindre le roi assyrien dans ses autres campagnes militaires.
À la suite de la mort de Teglath-Phalasar Ier, l'Assyrie étend son empire vers le Canaan, la Méditerranée et la péninsule arabique, ignorant ses frontières nordiques. Cela autorise la Diaokhi à grandir son pouvoir et son influence dans la région et regagne son indépendance. Ce n'est qu'au IXe siècle av. J.-C. que l'Assyrie de Salmanazar III retourne aux frontières de la Transcaucasie et défait le roi Assia de Diaokhi en -845.

### Diaokhi et Urartu
Aux alentours de -860, le royaume d'Urartu apparaît comme une nouvelle puissance au nord de l'Assyrie. Le roi assyrien Salmanazar III, craignant la force de son nouveau voisin, engage la Diaokhi à mener des raids dans l'Urartu. Les ambitions impériales du roi Menua (810-786 av. J.-C.) le poussent à mener son armée contre la Diaokhi en réponse.
De la fin du IXe au début du VIIIe siècle av. J.-C., Menua lance de nombreuses attaques contre les Diaokhiens, avant de s'engager dans une large invasion du royaume. Le roi Outouphourse de Diaokhi est vaincu et est forcé au vasselage.
Outouphourse profite de la mort de Menua en -786 pour se révolter contre l'Urartu, dont le nouveau souverain, Argishti Ier (786-764 av. J.-C.), répond par une invasion destructive de la Diaokhi. À la suite de l'invasion, l'Urartu annexe les provinces septentrionales de la Diaokhi et fortifie la frontière entre les deux royaumes afin de solidifier sa domination sur la région. La Diaokhi est contrainte de payer un large tribut de cuivre, d'argent et d'or à Argishti Ier.
Tandis que les attaques de Menua, dont les inscriptions mentionnent la Diaokhi comme un État « puissant », n'affaiblissent pas la coalition tribale, le royaume perd son pouvoir régional à la suite de l'invasion d'Argishti Ier. Cela ouvre les portes à un nouvel ennemi au nord.

### Chute

Vers -760, la Colchide et l'Urartu de Sarduri II envahissent la Diaokhi.

Au VIIIe siècle av. J.-C., tandis que la Diaokhi est occupée par les envahisseurs de l'Urartu, les tribus au nord du royaume, qui sont sujettes de la coalition depuis le XIIe siècle av. J.-C., se séparent de l'union diaokhienne et forment la Colchide. Cette indépendance prive la Diaokhi de ses plus riches provinces, menant à l'affaiblissement du royaume.
Aux alentours de -760, la Colchide s'allie avec l'Urartu de Sarduri II (764-735 av. J.-C.) contre la Diaokhi. Ensemble, les deux royaumes transcaucasiens parviennent à la vaincre décisivement. Tandis que l'Urartu annexe les provinces au sud du royaume, la Colchide s'empare du reste de la Diaokhi, marquant la fin de ce premier État géorgien. La Colchide, qui devient la nouvelle puissance de la mer Noire orientale, devient un royaume gréco-géorgien puissant jusqu'à sa défaite éventuelle par la république romaine au Ier siècle av. J.-C.

## Structure gouvernementale
La Diaokhi, en tant qu'État du Proche-Orient, se forme comme une coalition de nombreuses tribus proto-géorgiennes. Ces tribus sont auparavant sous la domination de l'Empire hittite mais se retrouvent sans souverain après la chute de ce dernier. D'après les inscriptions assyriennes du XIIe siècle av. J.-C., la coalition est formée par 60 tribus, chacune étant mené par un « roi » soumis au gouvernement central d'un roi, résidant dans la capitale.
Le système de fédération tribale autorise la Diaokhi à entendre ses territoires en utilisant l'aide de ses sujets. Au cours de son histoire, la coalition ne fait que s'agrandir, comme le montre l'extension du pouvoir diaokhien auprès des tribus mingréliennes qui se soulèveront plus tard pour former le royaume de Colchide. Jusqu'au VIIIe siècle, la Diaokhi reste le nucléus autour duquel les différents peuples de Transcaucasie s'unient.
Les sources historiques mentionnent trois villes autour desquelles le pouvoir central s'amasse : Zoua (la forteresse médiévale de Zivin Kalesi), Outou (la ville moderne d'Oltu) et Sasilou (probablement le village médiéval géorgien de Sasilé, près de Tortum). Zoua et Outou se succèdent comme capitales du royaume.
Il est probable que la Diaokhi fait partie de la Nairi, une alliance politique entre 23 États et tribus de la région.

### Liste des souverains
| Roi         | Période historique                                                                                |
| ----------- | ------------------------------------------------------------------------------------------------- |
| Ciène       | Règne en 1112 av. J.-C., lors de l'invasion de Tiglath-Phalazar Ier.                              |
| Assia       | Descendant de Ciène. Règne en -845.                                                               |
| Outoupourse | Roi pendant les règnes de Menua (810-786 av. J.-C.) et Argishti Ier d'Urartu (786-764 av. J.-C.). |

## Économie

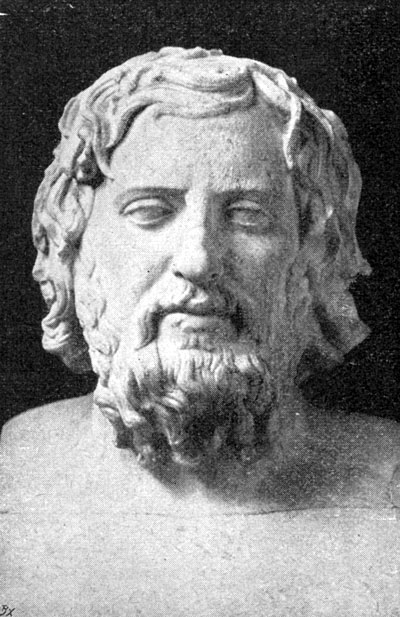
L'historien grec Xénophon nomme la région Taokh, origine du nom de la région historique de Tao.

Grâce à sa position favorable entre la mer Noire et les plaines riches du Haut croissant fertile de Transcaucasie, la Diaokhi bénéficie d'une riche économie qui l'autorise à préserver son statut en tant qu'alliance tribale pendant presque quatre siècles. La métallurgie et le processement de métaux précieux, tels que le cuivre, l'or et l'argent, sont la première source de revenue du royaume, tandis que la population est nourrie par les plaines fertiles de Djavakhétie et d'Anatolie, qui multiplie l'élevage de bétail.
Cette économie prospère est symbolisée par le haut taux des tributs prélevés par l'Assyrie et l'Urartu lors de leurs invasions consécutives. La perte de la Colchide dans les dernières années du royaume prive la Diaokhi de ses plus grandes réserves d'or, menant à l'affaiblissement ultime de la coalition.

## Héritage
La Diaokhi est considérée par l'historiographie géorgienne moderne comme étant le premier État géorgien. Son étymologie et l'ethnicité des tribus faisant partie de la coalition sont souvent utilisées comme preuves de l'existence d'une société géorgienne antique qui précède tout autre groupe transcaucasien. En son honneur, un groupe de musique métallique géorgien est nommé Diaokhi, de même qu'un restaurant à Khachouri.
Le territoire de la Diaokhi reste aux mains de nombreux États géorgiens, depuis la Colchide jusqu'à l'annexion des territoires par la Turquie en 1921. Le nom du royaume devient la racine de Tao, le nom de la province qui devient, à partir du VIIIe siècle, le cœur de la Géorgie et l'origine géographique de la dynastie royale des Bagrations, qui règne sur la Géorgie jusqu'en 1810.